# 존 실바누스 톰슨
존 실바누스 톰슨(John Sylvanus Thompson, 1889년 3월 8일 ~ 1963년)은 미국의 피아니스트, 작곡가, 교육자이다. 펜실베이니아주 윌리엄스타운에서 제임스 C.의 아들로 태어났다. 잡화점의 상인 톰슨과 그의 아내 엠마 J. 톰슨 (결혼 전 성씨) 존은 세 명의 남동생이 있었다: 1895년생 알마, 1900년생 제임스 주니어, 1905년생 프랭크. 톰슨은 미국의 많은 도시에서 연주하며 피아니스트로서 유망한 경력을 가지고 있었다. 1909년 7월 톰슨은 콘서트 피아니스트로서 유럽을 여행하기 위한 준비로 여권을 신청했다. 그러나 건강 문제와 제1차 세계 대전으로 이어지는 불안으로 인해 그는 1914년 4월 미국으로 돌아왔다. 톰슨은 피아노를 가르치기 위해 필라델피아로 이주했고 3살 연하의 작가 로레타 캐서린 포이를 만났다. 톰슨과 포이는 1916년 8월 14일 고향 근처에서 결혼했다. 그들은 톰슨이 음악 학교에서 피아노 교사로 일했던 미주리주 캔자스시티로 이사했다. 그곳에서 1918년 아들 존 주니어가 태어났고 1924년 둘째 아들 찰스 레슬리가 태어났다. 그는 피아노학에서 오랫동안 뛰어난 경력을 쌓았다. 톰슨은 필라델피아, 인디애나폴리스, 미주리주 캔자스시티의 음악원을 이끌었다.
그의 피아노 방식인 '모던 코스 포 더 피아노, 어린 손가락 연주법'('모던 코스' 1부), '어른 피아노 코스', '가장 쉬운 피아노 코스'는 윌리스뮤직컴퍼니가 발표한다.
톰슨은 1963년 애리조나주 툭슨에서 오랜 투병 끝에 사망했다.